# 我的秘密室友
《我的秘密室友》（英語：Love in Time）是一部2022年的中国大陆网络剧。该剧翻拍自台湾电视剧《1006的房客》，由赵锦焘执导，杨旭文、向涵之主演。于2022年10月13日在爱奇艺恋恋剧场首播。

## 播出时间
| 頻道        | 所在地   | 播映日期               | 播出時間 | 備註                                        |
| 爱奇艺      | 中国大陆 | 2022年10月13日-11月4日 | 20: 00   | 会员每日2集，首更6集 非会员每日1集，首更2集 |
| IQIYI国际版 | 海外     | 2022年10月13日-11月4日 | 20: 00   | 会员每日2集，首更6集 非会员每日1集，首更2集 |

## 演员列表
| 演員   | 角色   | 介紹 |
| 杨旭文 | 何正钰 | 來自2022年的精英律师 在经历事业滑铁卢后，搬进一间老旧公寓，在某种神秘力量下，与来自四个月前时空的热血女记者陈嘉岚相遇，并被迫成为了“室友”，两人因每晚46分钟的时空融合，开始了一段穿越的爱恋。                                                 |
| 向涵之 | 陈嘉岚 | 来自2021年的新人记者 年轻热血，积极向上，在职场上是个“女战士”。她每次做出改变未来的事，何正钰的记忆都会随之发生改变。但在何正钰所处的时空里，陈嘉岚却从未出现过。                                                                             |
| 曹征   | 伍安文 | 伍吉榕的亲哥哥，也是伍吉榕的经纪人 擅长伪装，圆滑世俗，可怜之人必有可恨之处，他从小父母双亡，对妹妹伍吉榕极尽宠爱，为了保护妹妹安然长大，他吃了很多的苦。当成妹妹的经纪人后，处处为伍吉榕的事业考虑，步步踏错的他将妹妹一生的幸福当成了赌注。 |
| 徐凯鑫 | 穆世铭 | 金牌记者，沉稳博学的“老干部”。 他和何正钰从小亲如兄弟，却在理念不同渐行渐远，何正钰分走了他的亲情，也“截胡”了他的爱情，原本生活充满阳光，何正钰走近，投射出他心里的阴影。                                                                     |
| 王萌黎 | 伍吉榕 | 女演员,何正钰好友。 仙女模样、温柔大方，有智商、有情商，性格温暖开朗，对待感情十分真诚。自幼父母双亡，与哥哥伍安文相依为命。 |
| 代高政 | 姜盛豪 | 房地产公司经理 他善良开朗，看似玩世不恭，实则有一颗坚贞不渝的心。被花边新闻缠身的他对伍吉榕一见钟情，进而一往情深。 |
| 于歆童 | 陈可欣 | 姜盛豪前女友。 她美丽、聪明，是从小镇来到大城市的姑娘，吃不了苦中苦，却想做人上人，一心企图利用婚姻变现，跻身上流社会，于是先傍姜盛豪，再追何正钰，最后合谋伍安文搞钱丢了性命，一声叹息，一代“捞女”捞到最后成了“水中捞月”。                   |
| 陈冠宇 | 周达钧 | 助理 |
| 牟星   | 文亦如 | 主管 |
| 程梓   | 劉飄飄 | 同事好友 |

## 電視劇原声帶
| 曲序 | 曲目                             |                | 作曲          | 演唱          |
| ---- | -------------------------------- | -------------- | ------------- | ------------- |
| 1.   | 不期而遇（主題曲）               | 趙素冰、孫艾藜 | 孫艾藜        | 陳卓璇        |
| 2.   | 觸手可及的夢（女聲版）（片尾曲） | 趙素冰         | 孫艾藜        | 弦子          |
| 3.   | 觸手可及的夢（男聲版）（插曲）   | 趙素冰         | 孫艾藜        | 康子奇        |
| 4.   | ALL FOR LOVE（插曲）             | 孫艾藜         | 王乙慶&孫艾藜 | 李紫婷&康子奇 |
| 5.   | 無論（插曲）                     | 王乙慶&孫艾藜  | 孫艾藜        | 曹寅          |